# پنجه‌باز سفید
پنجه‌باز سفید (نام علمی: Goodenia albiflora) نام یک گونه از سرده گل پنجه‌باز است.